# Zapotlán del Rey
Zapotlán del Rey è un comune del Messico, situato nello stato di Jalisco.